# Dalbergia nigra
Dalbergia nigra là một loài thực vật có hoa trong họ Đậu. Loài này được (Vell.) Benth. miêu tả khoa học đầu tiên.

## Hình ảnh

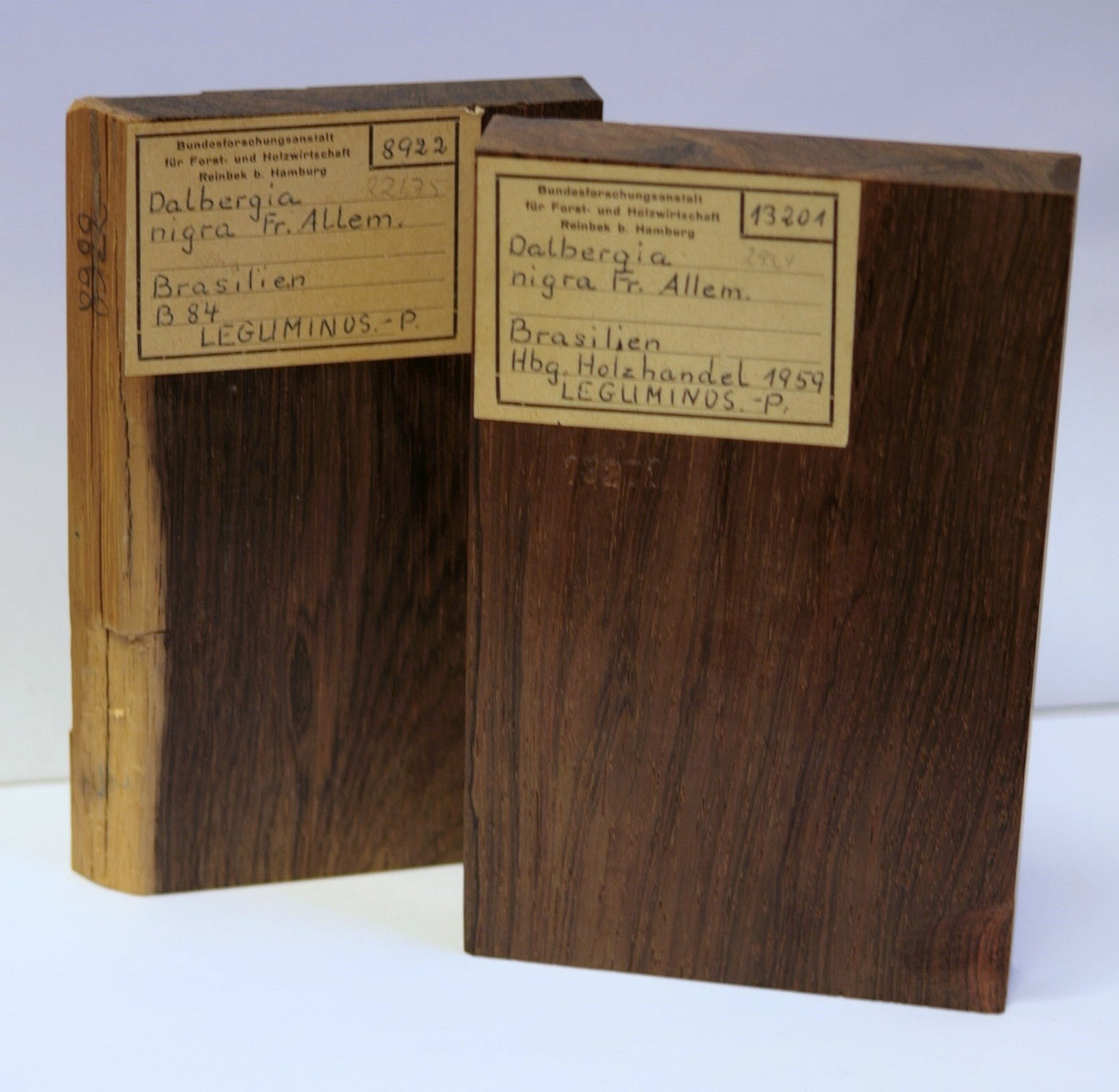
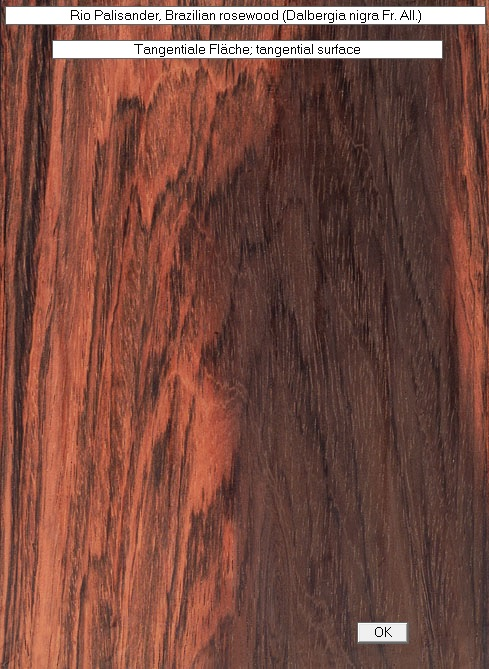
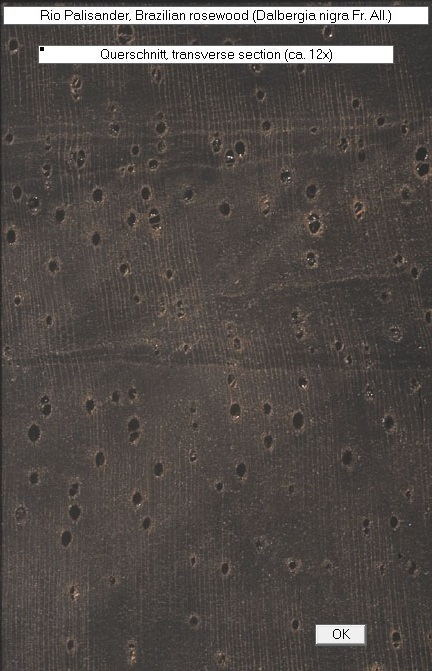
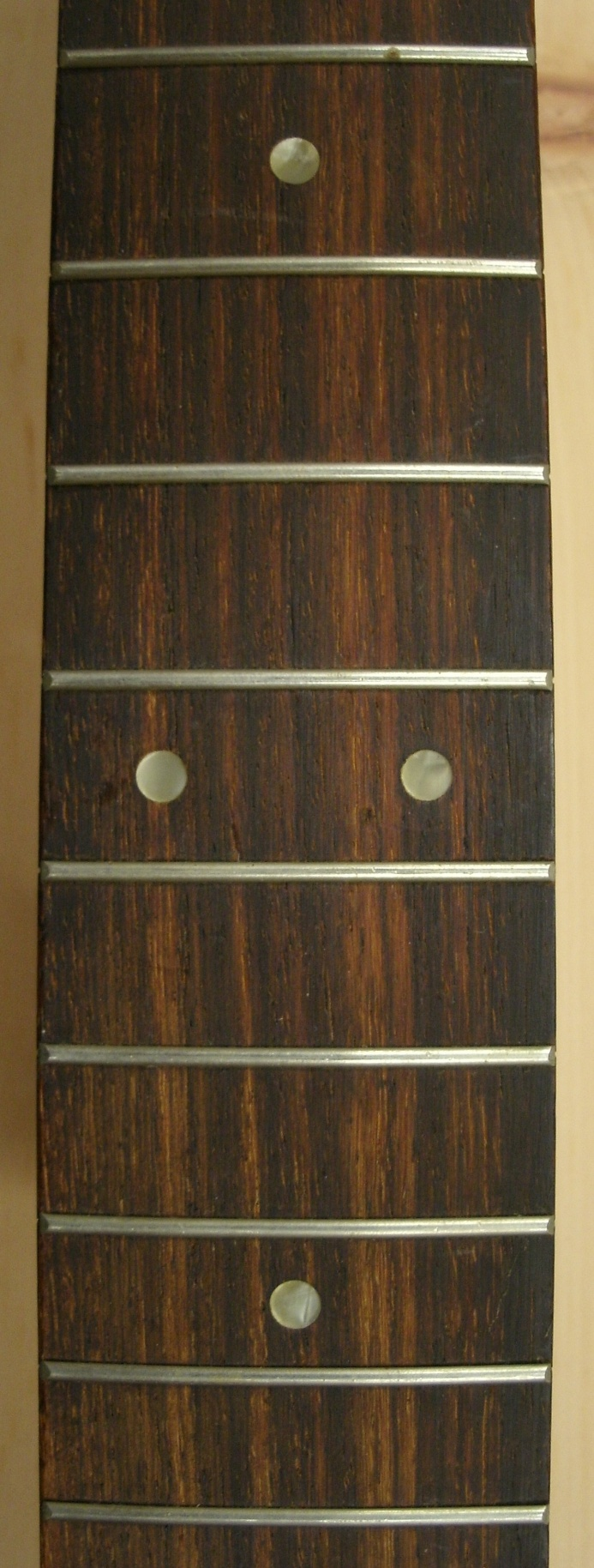